# Pseudosciara aitkeni
Pseudosciara aitkeni är en tvåvingeart som beskrevs av Lane 1959. Pseudosciara aitkeni ingår i släktet Pseudosciara och familjen sorgmyggor. Inga underarter finns listade i Catalogue of Life.